# ولینگتون آدائو
ولینگتون آدائو (انگلیسی: Wellington Adão؛ زادهٔ ۷ مهٔ ۱۹۸۸) بازیکن فوتبال اهل برزیل است که برای فرا یونایتد در لیگ ۲ تایلند در پست مهاجم بازی می‌کند.